# Бабиці (Мазовецьке воєводство)
Бабиці (пол. Babice) — село в Польщі, у гміні Троянув Ґарволінського повіту Мазовецького воєводства.
Населення — 305 осіб (2011).
У 1975-1998 роках село належало до Седлецького воєводства.

## Демографія
Демографічна структура станом на 31 березня 2011 року:
|          | Загалом | Допрацездатний вік | Працездатний вік | Постпрацездатний вік |
| -------- | ------- | ------------------ | ---------------- | -------------------- |
| Чоловіки | 163     | 37                 | 105              | 21                   |
| Жінки    | 142     | 27                 | 75               | 40                   |
| Разом    | 305     | 64                 | 180              | 61                   |